# Yaffar al Numeiry
Yaffar Muhammad al Numeiry ou Gaafar Muhammad an-Nimeiry (também chamado Jaafar Nimeiry, Gaafar Nimeiry ou Ga'far Muhammad an-Numayri; 26 de abril de 1928 – 30 de maio de 2009) foi Presidente do Sudão de 1969 a 1985.
Um oficial militar, que chegou ao poder após um golpe militar em 1969. Com seu partido, a União Socialista do Sudão, inicialmente seguiu políticas socialistas e pan-arabistas. Em 1972, assinou o Acordo de Addis Abeba, terminando com a Primeira Guerra Civil Sudanesa que já durava 17 anos, porém foi incapaz de resolver os problemas econômicos do país. Em 1971, foi brevemente removido do poder por um golpe comunista, antes de ser restaurado. Durante o golpe comunista, Nimeiry pulou da janela do local em que foi preso quando seus partidários chegaram para o resgate. Após este golpe, começou a receber armas dos Estados Unidos; posteriormente se tornou um aliado deste país.
No final de 1970, passou para o islamismo, e em 1983 impôs a lei islâmica em todo o país, precipitando a Segunda Guerra Civil Sudanesa. Em 1984 e 1985, após um período de seca, vários milhões de pessoas foram ameaçadas pela fome, particularmente no Sudão ocidental. O regime está a tentar esconder a situação a nível internacional.
A proximidade com os Estados Unidos aumentou sob a administração de Ronald Reagan. A ajuda americana aumentou de US$ 5 milhões em 1979 para US$ 200 milhões em 1983 e depois para US$ 254 milhões em 1985, principalmente para programas militares. O Sudão torna-se assim o segundo maior beneficiário da ajuda dos EUA a África (a seguir ao Egito). Está em curso a construção de quatro bases aéreas para alojar unidades da Força de Implantação Rápida e uma potente estação de escuta para a CIA perto de Porto Sudão.
Em Março de 1985, o anúncio do aumento dos preços dos bens de primeira necessidade, a pedido do FMI com o qual o regime negociava, desencadeou as primeiras manifestações. No dia 2 de abril, oito sindicatos convocaram a mobilização e uma "greve política geral até a abolição do atual regime". No dia 3, manifestações massivas abalaram Cartum, mas também as principais cidades do país; a greve paralisou as instituições e a economia. Foi expulso do poder em 1985 por um sangrento golpe de estado e foi para o exílio no Egito. Voltou em 1999 e concorreu nas eleições presidenciais de 2000, mas se saiu mal.